# Antimasonerie
Antimasoneria (denumire alternativă Antifrancmasonerie) este definită ca o „opoziție mărturisită contra francmasoneriei”. Cu toate acestea, nu există nici o mișcare omogenă antimasonică. Antimasoneria constă din diferite critici radicale venite din partea unor grupuri incompatibile care sunt ostile francmasoneriei sub o formă sau alta.